# Ardesio
Ardesio (AFI: [aɾˈdeːzjo]; Ardés, [aɾˈdes], in dialetto bergamasco) è un comune italiano di 3 244 abitanti della provincia di Bergamo in Lombardia.
Si trova in alta Val Seriana sulle Alpi Orobie, sulla sponda sinistra del fiume Serio. L'economia fino alla fine del Novecento era caratterizzata dall'industria tessile e dall'artigianato; è inoltre una rinomata località turistica della provincia di Bergamo, specialmente alcune delle sue frazioni, tra cui Valcanale.
Il paese è noto per i frequenti pellegrinaggi al Santuario della Madonna delle Grazie, e molte sono le chiese sul suo territorio tra le quali la Prepositurale di San Giorgio, di notevole pregio architettonico.

## Geografia fisica

### Territorio

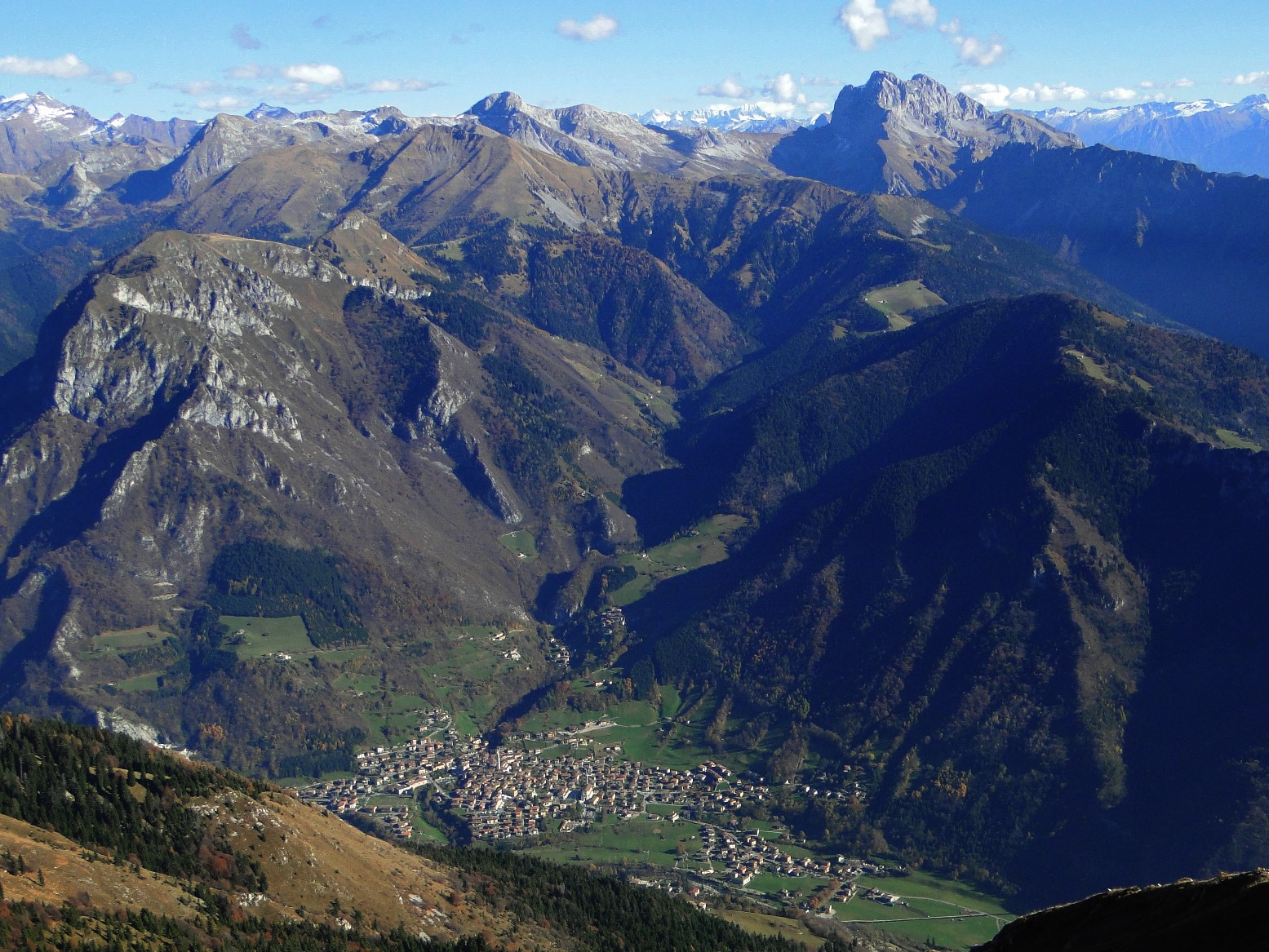
Il paese di Ardesio visto dal monte Secco, con il monte Redondo sulla sinistra, il colle Palazzo sulla destra e la Presolana sullo sfondo.

Il capoluogo giace sulla sponda sinistra del Serio, su un terrazzo fluviale circondato dai monti, che a grado a grado che si elevano, lasciano il posto a vasti prati, a ricchi ed estesi boschi, a pascoli. Il Comune è attraversato in senso longitudinale dal Serio. In senso latitudinale, a est, vi è la valle del torrente Rino che nasce dalle pendici del monte Timogno, taglia il dirupo della "Curt", e prima di buttarsi nel Serio attraversa Ardesio.
A ovest il torrente Acqualina, tributario del Serio da destra, che nasce dal laghetto montano del Branchino, scorre nella val Canale, a nord dell'asse montuoso del monte Secco e dell'Arera, creando scorci ambientali di rara suggestione soprattutto in quei luoghi dove le folte abetaie sembrano nascere dalle stesse acque.
La conca di Ardesio è dominata a ovest dal monte Secco (2.266 m) e dalla cima del monte Vaccaro (1.958 m). Da qui si diparte la cresta "dolomitica" che, attraverso le cime di Fop e Valmora, giunge sino al Pizzo Arera.
Dall'altra parte del Serio si eleva il monte Redondo (1.800 m), e dal pascolo di Vodala si alza il monte che conduce alla cima del monte Timogno (2.163 m). Si discende quindi a sud accerchiando la valle del Rino attraverso i pascoli del Remescler, della Spigla, del Colle Palazzo sino a Cima di Corna Rossa che alle spalle del capoluogo chiude l'anfiteatro montuoso.

### Cava di marmo
Sul territorio, sul versante orografico sinistro del Serio, vi è un'antica cava di marmo conosciuta come Marmo della Madonna o marmo grigio di Ardesio, roccia di calcare compatto di origine sedimentaria di facile lucidatura di origine carsica. La roccia si presenta con un aspetto grigio venato adatta per rivestimenti sia d'esterno che d'interno, proprio questa sua venatura lo rende gradevole alla vista e per questo usato in molti edifici della bergamasca, fra questa la Casa dell'Agricoltore, progetto di Luigi Angelini. nonché il campanile del santuario cittadino. Il marmo è stato usato come pavimentazione dell'Aula Magna dell'Università degli studi di Bergamo.
«I suoi distinti marmi Ardesio tiene, / Altri son rossi ed hanno del marezzo, /Altri son grigi e variati bene. /Fanno già comparsa i rossi, e sono in prezzo, /e fanno in ogni altra vaga divisa/dispersi nel lavoro a pezza a pezza» Giovanni Battista Angelini - 1720 

## Origini del nome
Il toponimo del paese deriva dal latino aridus ("secco"), nome che venne dato al paese e alla sua valle. Fu in tempi successivi, con il lento trasformarsi della lingua dal latino all'italiano che la parola perse la lettera i diventando ardus e successivamente Ardese, nome che verrà mantenuto per alcuni secoli trasformandosi definitivamente in Ardesio.

## Storia

### L'antichità e il Medioevo

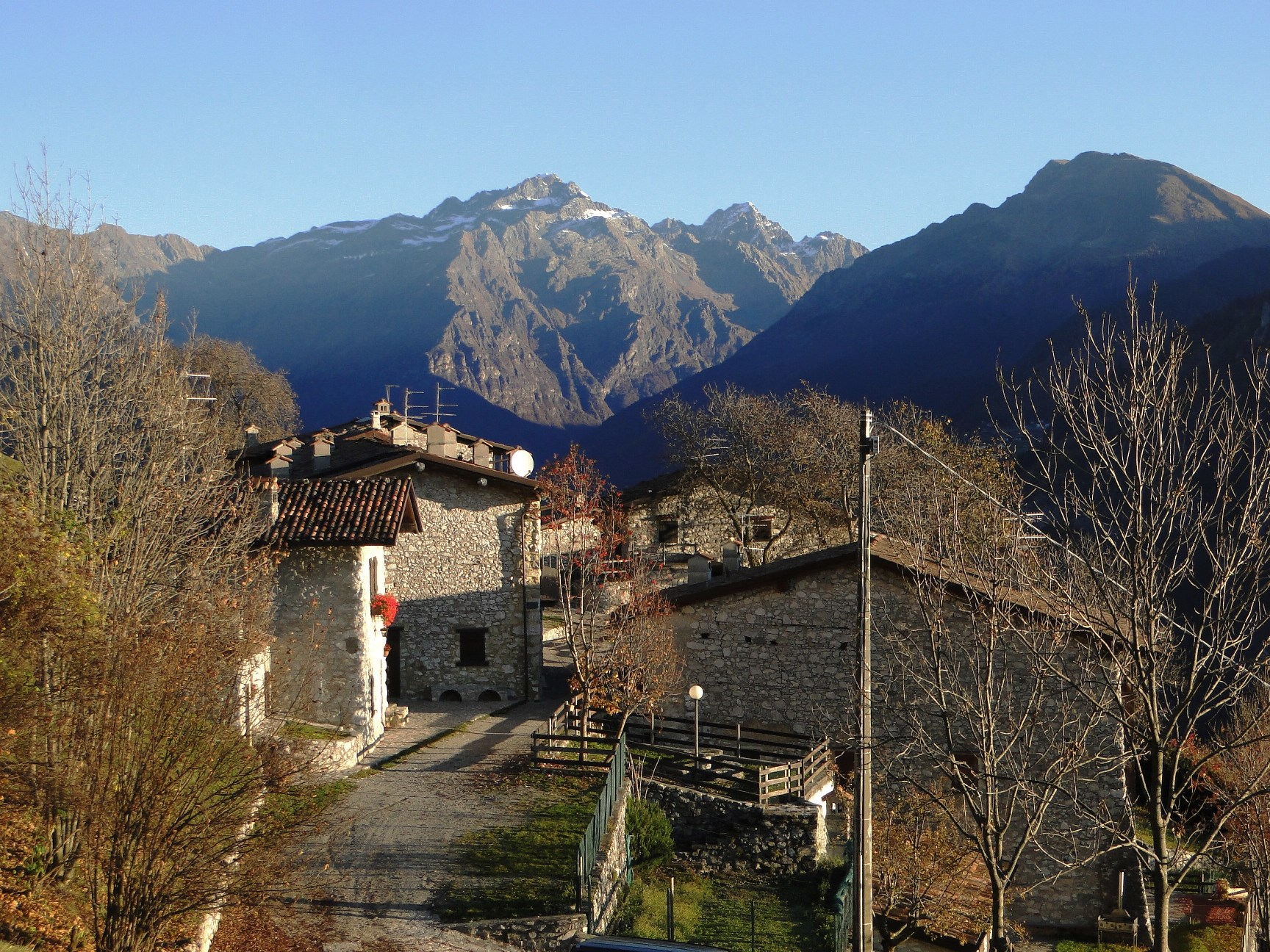
La contrada di Cacciamali

Il documento Damnatio ad metalla, di Plinio il Vecchio (23-79 d.C.) nel suo Naturalis historia sembra confermi la presenza di Ardesio e altri borghi in alta Valle Seriana, fin dall'epoca romana.
Certo è che l'alta valle venne occupata dai Celti, sicure sono le loro tracce in località Gandellino, ma il primo documento che nomina questa località è un atto del 15 maggio 409, nel quale si legge che Ardesio si sottomise alle orde di Alarico I re dei Visigoti. Quindi la località subì le invasioni nordiche, fino a che il territorio non venne conquistato da Carlo Magno re dei Franchi il quale donò il paese e le zone limitrofe all'Abbazia dei monaci di Tours, che a loro volta la permutarono, qualche anno più tardi, scambiando altri terreni del torinese e pavese, a favore del vescovo Ambrogio II di Bergamo nell'anno 1026 successivamente confermato dal vescovo di Brescia, documento rogato a Grumello. Con il documento veniva insediato il vescovado di Bergamo, rappresentato da gastaldi con sede nella curia del paese, e comprendeva il territorio di Ardesio, di Gromo, Gandellino fino a Fiumenero. Ardesio aveva già una propria precedente organizzazione comunale, amministrata da consoli dopo le concessioni di Oberto da Vimercate.
Enorme fu la pressione fiscale operata dalla chiesa negli anni a seguire sulle miniere argentifere, lasciando la popolazione nella miseria. Il vescovo ampliò i suoi possedimenti nella zona, visto che sul territorio si trovavano miniere di argento, rame e ferro, tanto da costruirsi una residenza nella piazza centrale del paese. Di questo fastoso edificio sono rimasti pochi resti, anche a causa di un incendio appiccato qualche anno più tardi, quando la zona passò sotto il controllo dei comuni. Nel 1179 il vescovo Guala riconsegnò al comune tutti i beni, con la sola eccezione delle miniere d'argento in località Campello.
Un documento del 3 luglio 1243, presentato successivamente, dichiarerebbe che gli abitanti di Ardesio con tutti quelli dei paesi dell'alta valle, prestarono giuramento a Pantaleone Burgense, grazie ai privilegi concessi dal suocero Arnolfo d'Austria nel 1224. Con l'avvento dei Visconti però, il paese, come tutta la bergamasca, dovette sottostare al podestà imposto dal potere centrale. Agli inizi del XV secolo i Malatesta confermarono l'organizzazione attraverso il vicariato mantenendone ogni privilegio e franchigia.
Nel 1427 tutta la valle, Ardesio compreso, passò sotto il dominio veneto che mantenne i privilegi in vigore e divise il territorio in due quadre, quella di Ardesio e quella di Clusone. Francesco Donato, in un documento del 1551 narra di soldati di Ardesio schierati in difesa di Candia contro le invasioni turche a favore delle truppe venete.

### I carbonai di Ardesio
Nel 1797 ebbe inizio l'occupazione napoleonica; rimane famoso il gesto di alcuni facinorosi, tra questi due fratelli abitanti di Ardesio, Luigi e Francesco Bana, che in piazza di Clusone, dove era stato innalzato l'Albero della libertà, lo abbatterono. Luigi fu arrestato e processato a Bergamo, dove venne condannato a morte. Riportato a Clusone fu poi fucilato sulla piazza del comune. La porta laterale del palazzo comunale riporta i fori delle pallottole

Il fratello Francesco venne processato il 22 dicembre 1797 dalla commissione criminale militare e condannato alla decapitazione, pena che venne eseguita il giorno successivo.
Molti furono invece prosciolti dall'accusa di complicità, ma vennero comunque condannati per non aver rispettato i vari proclami emanati, tra questi i due sgherri Giacomo Schiavi e Girolamo Foresti, uno a un anno e il secondo a due mesi di stretto carcere per viltà, Salvino Trivelli di Gandellino e Santo Foresti di Clusone per disobbedienza al disarmo emanato dal comandante Vedel. Di Ardesio fu anche Pietro Fornoni che con il compagno Ventura Fornoni venne condannato e recluso per «aver tenuto discorsi sediziosi in pubblico contro il repubblicano governo».
Alla pena di un anno di ferri furono condannati gli ardesiani della frazione Bani, Antonio e Andrea Gaiti, Antonio e Giacomo Filisetti di anni 26 pure nativo di Ardese, accusato di complicità del Taglio dell'Albero della Libertà a Clusone dinanzi alla Commissione Militare del Generale di Brigata Giuseppe La Hoz in una delle sale del Comune di Bergamo il giorno tre Fruttidoro dell'Anno I della Repubblica Cisalpina, il 20 agosto 1797.

Nel 1814 subentrerà il governo austriaco.

### Storia moderna - Le famiglie
Di interesse storico la famiglia Cacciamali per l'omonimo borgo, la famiglia Filisetti per la istituzione nel 1822 della Casa di Riposo "Infermeria Filisetti" per volontà testamentaria del Sig. Giacomo per anziani e disabili, e la famiglia Maninetti per la istituzione per lascito testamentario della Scuola Paritaria dell'Infanzia "Bari Maninetti" di ispirazione cristiana in funzione dal 1º ottobre 1908, eretta a Ente morale con regio decreto del 27 marzo 1913.
Particolare importanza assunse a fine Ottocento e primi del Novecento la famiglia Maninetti, erede del sig. Giacomo Filisetti, che tenne in enfiteusi dal 1913 al 1926 la Tenuta di Filacciano di proprietà del Principe Del Drago e dei Marchesi Ferrajoli, estesa su 20 comuni per 400 ettari nel Lazio.

### Simboli
Lo stemma è stato riconosciuto con decreto del capo del governo del 26 maggio 1928.
Il gonfalone è un drappo di rosso.

## Monumenti e luoghi d'interesse

### Architetture religiose

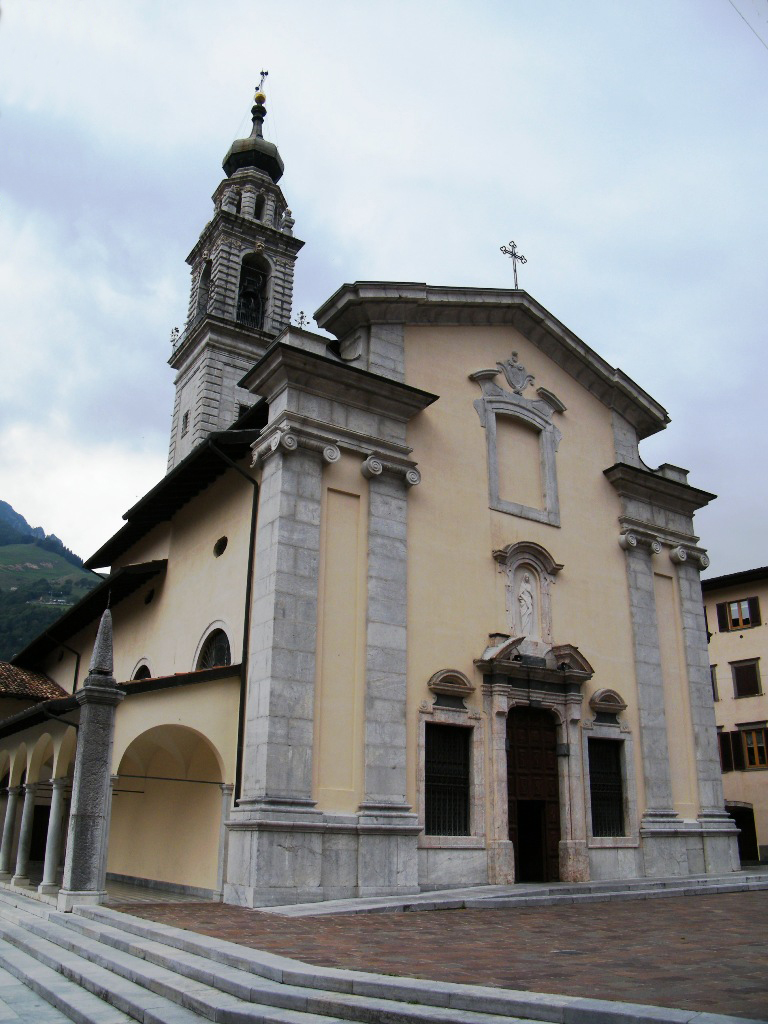
Santuario della Madonna delle Grazie.

Santuario della Beata Vergine Maria
Il santuario dedicato alla Beata Vergine Maria è stato costruito dopo l'acquisto della casa di Marco Salera, luogo dove avvenne l'apparizione in data 23 giugno 1607, deliberato dal Consiglio Comunale già il 13 gennaio 1608, destinando la somma di 4.300 Lire imperiali per la demolizione e la costruzione di una chiesa mantenendo però intatta la stanza dei Santi per formare la Cappella Maggiore della Chiesa.

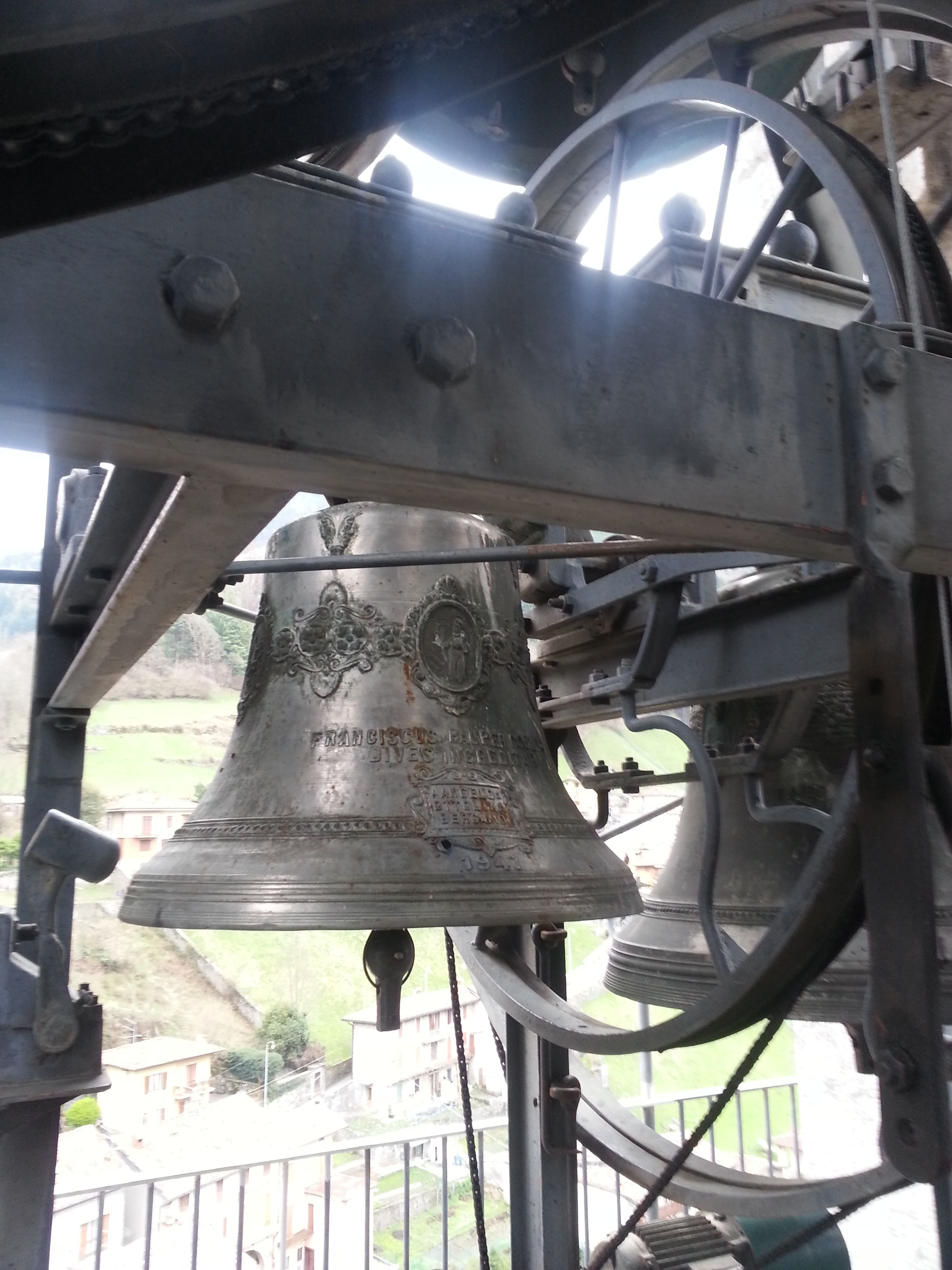
Campana del campanile del Santuario della Madonna della Grazie di Ardesio

Al di sopra dell'altare vi è il dipinto delle Sacre Immagini del XV secolo; mentre due ovali opera di Antonio Guadagnini, sono posti ai lati del presbiterio; del medesimo pittore sono le due pale poste al centro della chiesa. Di sicuro interesse l'organo datato 1636 di Giovanni Rogantino di Morbegno con 1345 canne di cui 1255 di metallo e 90 di legno pregiato; la cassa, di origine rinascimentale, è composta da cinque campane e presenta numerosi intagli. Attribuita a Palma il Giovane è invece la pala a lato del confessionale sul fondo della chiesa.
Il campanile progettato dall'architetto Giovanmaria Bettera da Gandino, venne incominciato nel 1645 e ultimato nell'arco di vent'anni con una spesa di ventimila scudi. Costruito in marmo grigio della cava locale chiamata "Corna della Madonna". Raggiunge l'altezza di 68 metri.

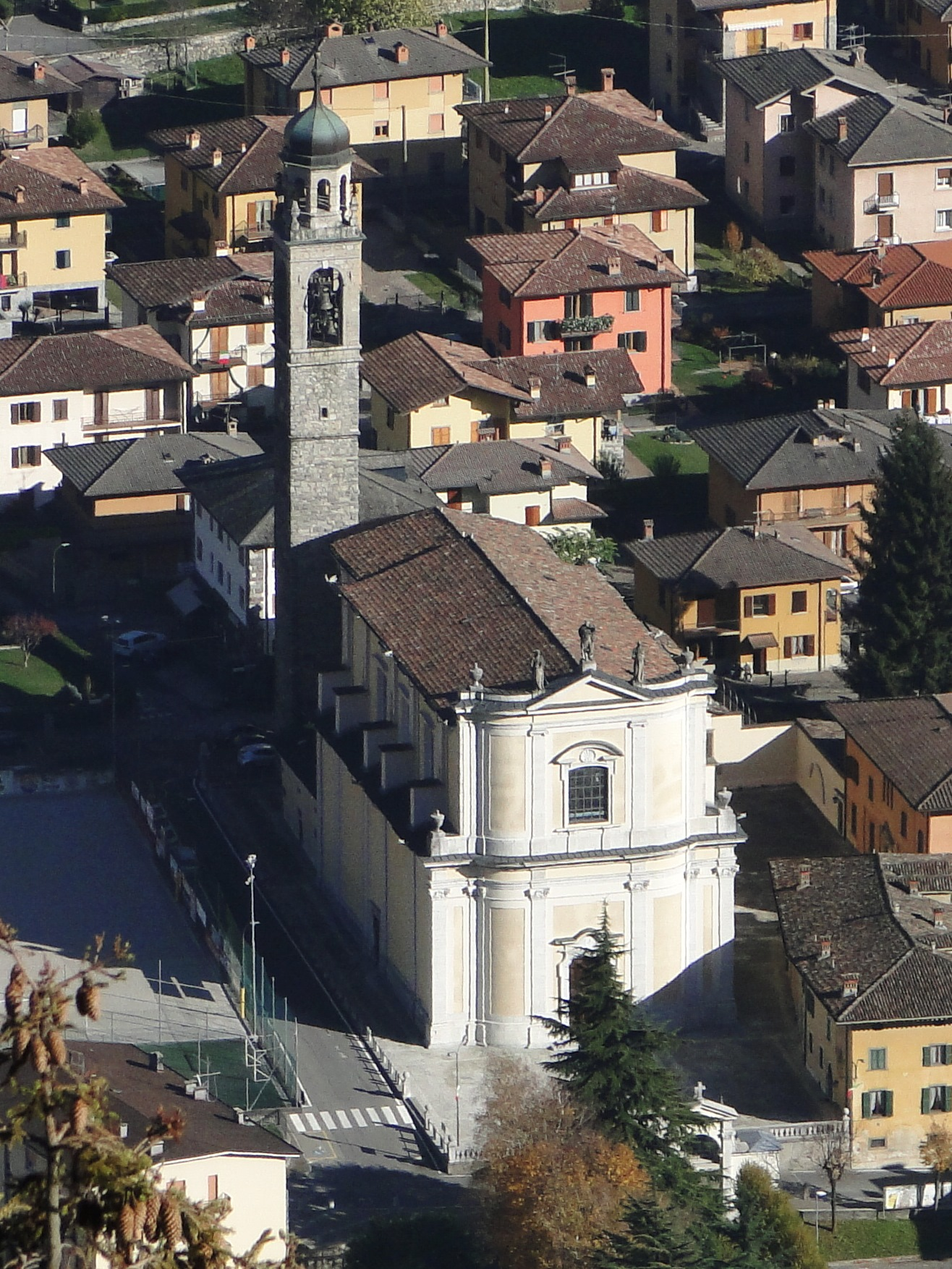
Chiesa parrocchiale di san Giorgio

Chiesa parrocchiale
Dedicata a san Giorgio, ebbe come primo progettista Andrea Fantoni nel 1725,
 fu costruita sopra una chiesa precedente datata 1176; nel 1455 fu infatti il vescovo Giovanni Barozzi a volerne la nuova costruzione e poi solo nel ‘600 venne adornata di affreschi e stucchi. La chiesa infatti è ricca di opere e pitture ben conservate. Le ampie volte in tufo di Nasolino che formano il presbiterio sostituirono nel 1737 l'antica sagrestia su disegno del Caniana, mentre i fratelli Marinoni e Paolo Mazzoleni eseguirono le decorazioni nel 1864. La pala posta sull'altare è del veronese Saverio Dalla Rosa datato 1783, di pregevole fattura la tela di Carlo Ceresa datata 1674 raffigurante l'Annunciazione e l'Angelo custode tra i santi Lorenzo e Giorgio. L'altare maggiore, così come quello del Rosario e del Suffragio sono di scuola fantoniana. Del clusonese Lattanzio Querena gli ovali sul presbiterio del 1837. Il campanile eretto nel 1487 venne sopraelevato nel 1871.
Compianto e il sepolcro fantoniano
Al di sotto dell'altare maggiore del santuario, troviamo lo scurolo dove si trova il "Sepolcro fantoniano" composto da ben sette statue di grandi proporzioni. Il Cristo morto posto su un giaciglio, con a fianco la Maria Addolorata, la Maddalena, Giovanni Evangelista, Maria di Cleofa, Giuseppe di Arimatea, e Nicodemo.
Molteplici sono state queste produzioni dalla bottega fantoniana dal periodo che intercorre dal 1690 al 1782, presumibilmente questa tra le ultime, in quanto il Cristo venne commissionato nel 1711 mentre le altre figure nel 1782. Il "compianto" fu commissionato dalla Confraternità dei Disciplini.
Chiesa dei Santi Pietro e Paolo
Difficile la collocazione storica di questo oratorio, presumibilmente risalente al XIV secolo e terminato nel XV secolo, mentre il porticato che lo circonda viene datato del XVI secolo secondo le indicazioni di san Carlo Borromeo. L'interno è ornato di un affresco sopra l'altare maggiore attribuito ad "Alessandro de Ardese" mentre l'affresco del Battesimo di Cristo si considera risalente al 1400 in quanto segue l'andamento ondulatorio delle pareti. Un testamento del 1408 cita la chiesa con la Porta Camporum (porta del campo), a conferma che fosse già edificata. La chiesa è stata per molto tempo sconsacrata ed era adibita a sala prove per la Banda Musicale di Ardesio; recentemente è stata ristrutturata e nuovamente consacrata. Una volta al mese vi viene celebrata la santa messa.

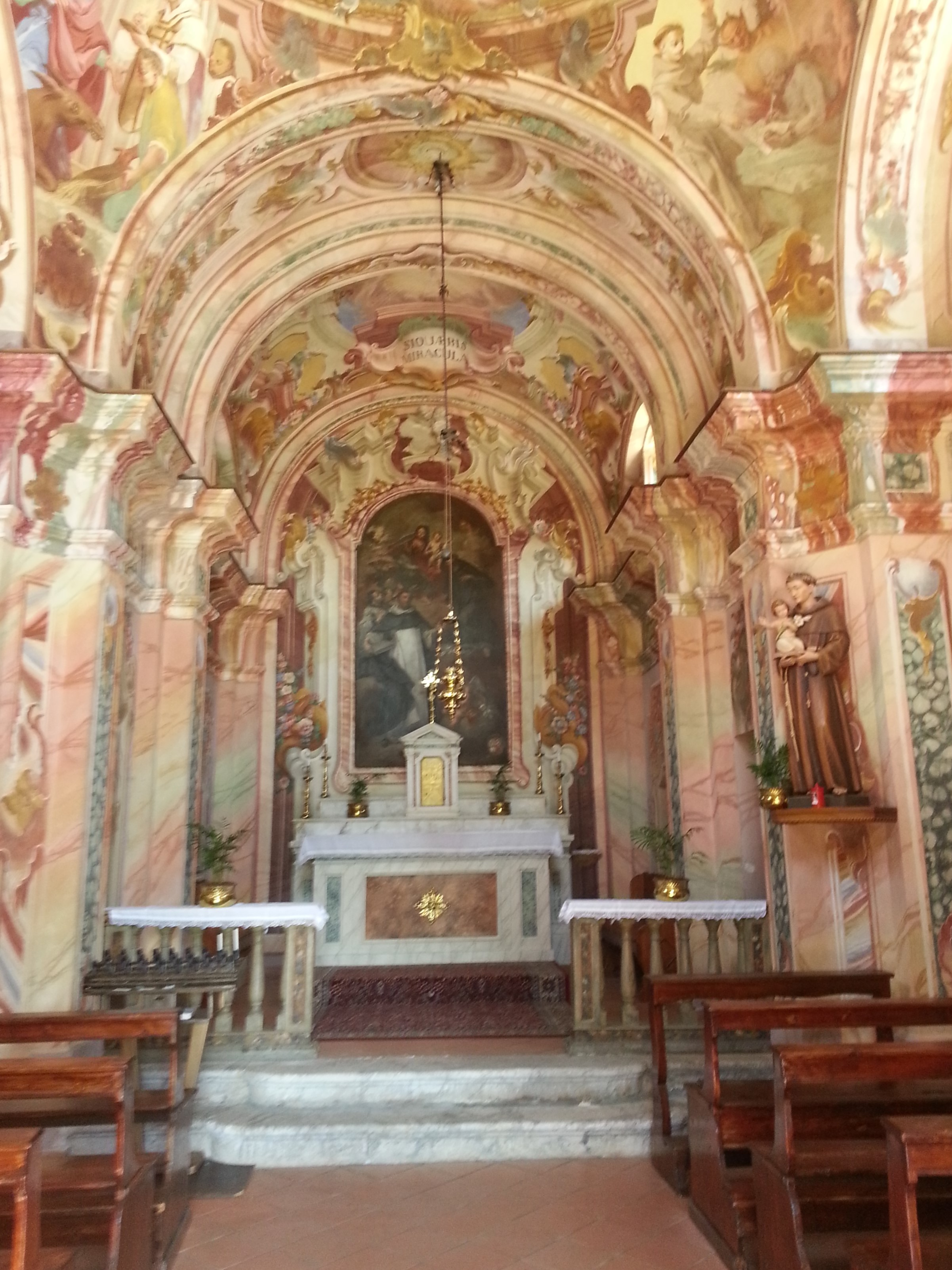
Presbiterio della chiesa di sant'Antonio di Ardesio

Chiesa di Sant'Antonio
La chiesa è posta in località Zafalino nella parte più a nord del paese, costruita nel XVII secolo da Pietro Cacciamali per adempiere la volontà del defunto fratello don Bartolomeo. La costruzione è a croce greca con volta a tazza su quattro archi, così come il presbiterio; arricchita di affreschi ottocenteschi di Lattanzio Querena di Clusone. Sue sono anche le due tele laterali raffiguranti sant'Antonio.
La pala dell'altare rappresentante la Madonna del Carmine con i santi Antonio, Luigi e Pietro martire, viene attribuita a Saverio Dalla Rosa, e una serie di affreschi con scene della vita di sant'Antonio opera di Giuseppe Antonio Orelli. Di recente costruzione è invece il campanile in pietra locale, datato 1930.
Chiesa dei Disciplini
Sulla parte posteriore del sagrato della Chiesa Parrocchiale di San Giorgio, si trova la piccola chiesa della confraternita dei Disciplini o di San Bernardino.
L'ancona in legno scolpito e intagliato posta supra l'altare rappresenta la Pietà con la Maddalena e San Bernardino del XV secolo. All'esterno l'affresco con il Crocifisso, la Madonna, Maddalena, San Bernardino e San Giovanni, con due disciplini porta la data 1622, da cui il nome della chiesa.
Sacello di San Rocco
La cappella è un piccolo ambiente con affreschi del Quattrocento restaurati nel XX secolo, raffiguranti san Rocco, sant'Antonio abate, la pietà, san Sebastiano, san Pietro e san Paolo; all'interno è conservata la vasca battesimale della vecchia parrocchia di Ardesio.

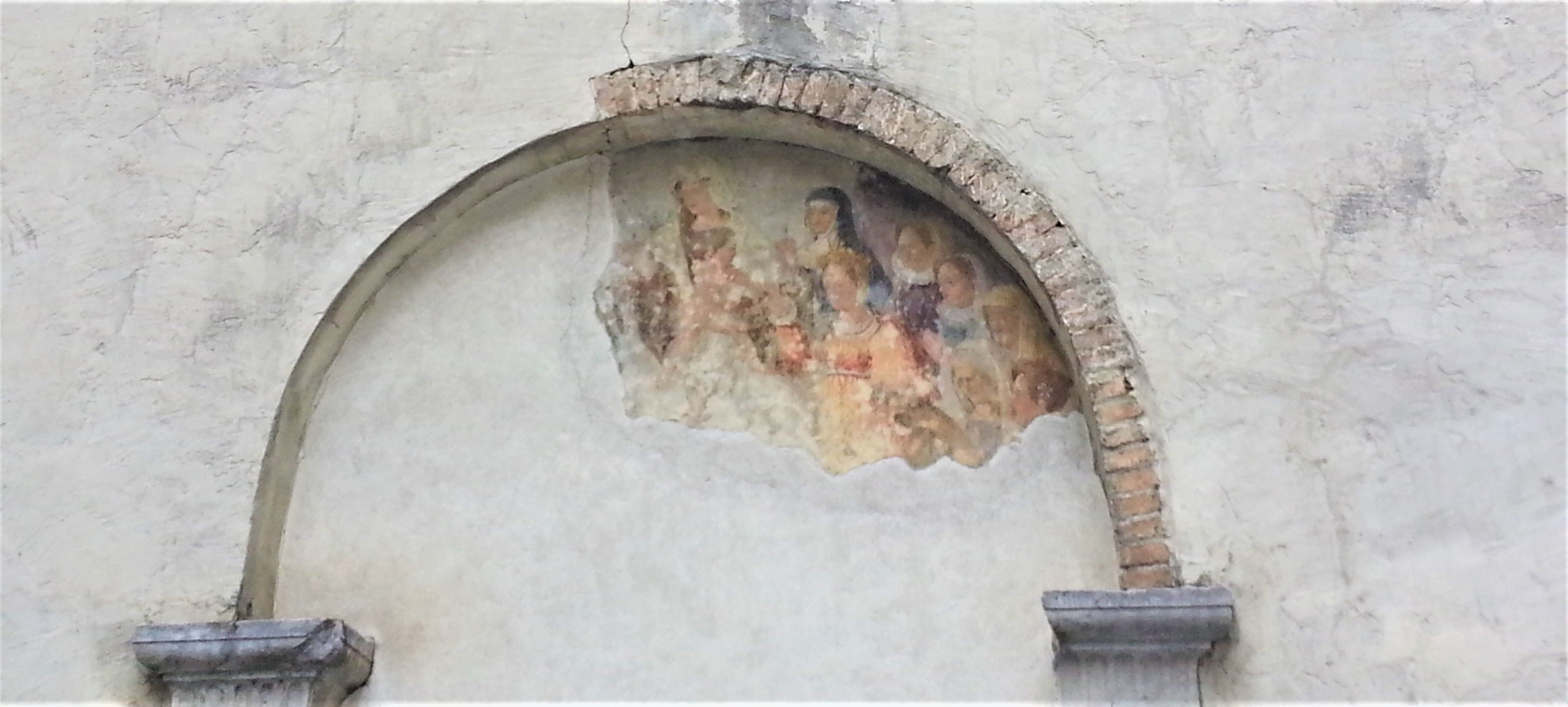
Ardesio - affresco murale- particolare

Chiesa di Santa Caterina
Sul territorio di Ardesio era presente anche l'oratorio intitolato a santa Caterina, poco rimane ormai di questo luogo che risulta documentato nella visita pastorale di san Carlo Borromeo del 1575. La visita riporta una descrizione scarna dei locali interni, elenca un altare disadorno. Il convento era unito a quello di Monastero Matris Domini di Bergamo. Sono visibili tracce di un affresco sulla parete a est, antica porta d'ingresso della chiesa, raffigurante santa Chiara e santa Caterina con devoti risalente al 1522 e una lunetta raffigurante Cristo con la croce, sul lato a sud dove era presente un'entrata laterale. Il contorno in pietra della lunetta presenta scolpito il trigramma di san Bernardino da Siena, a indicare la presenza della congregazione dei disciplini.
Chiesa della Visitazione di Maria Santissima
La chiesa posta nella località di Ludrigno posta sol lato orografico destro del fiume Serio, risulta edificata già nel Cinquecento quando fu visitata dal vescovo di Bergamo Vittore Soranzo che negli atti la cita come una piccola cappella. Nel 1575 l'arcivescovo di Milano san Carlo Borromeo ne ordinò la sistemazione secondo le direttive del concilio di Trento. La piccola chiesa conserva la pala dì+'altare del clusonese Domenico Carpinoni.
Chiesa della Santissima Trinità
La piccola chiesa si trova nella località Marinoni. La chiesa ospita il dipinto di autore ingnoto raffigurante la Santissima Trinità che riprende il lavoro di Marziale Carpinoni presente nella basilica mariana clusonese.
Chiesa di Santa Maria Maddalena
La piccola località di Piazzolo ospitala chiesa dedicata a Maria Maddalena, e ospita dipinti di Lattanzio Querena e Bernardino Fornoni.

### Architetture civili
Palazzo del Vescovo
Del palazzo, risalente al XII secolo, rimane poco, ma la sua importanza è documentata nei diversi atti dei primi anni del secondo millennio. Collocato sulla piazza principale, intitolata a Bonvicino Moretto, pittore del Cinquecento, all'interno si trova la stanza della Congregazione dei morti, con un portale in pietra decorata, recante la data 1672, e una Danza macabra. Il palazzo è sede dell'Albergo Bigoni. Sul lato destro del palazzo, al di là della strada, si trovano gli edifici che un tempo erano le stalle vescovili, poi adibiti a strutture commerciali.
Museo Etnografico Alta Valseriana
Il MEtA, Museo etnografico dell'Alta Valle Seriana, ha lo scopo di analizzare il rapporto secolare tra territorio e le attività della popolazione della valle con riferimento in particolare alla filatura, al lavoro dei carbonai, dei muratori, dei boscaioli e dei minatori, suddividendosi in quattro sezioni. Costituito nel 1982 ha variato la propria sede e viene collocato in piazza Monte Grappa. Ogni sala descrive le diverse attività che si svolgevano nella valle, dall'antico rito del poiat nella sala dei boscaioli e carbonari, ricostruendone l'ambiente, ai reperti rimasti delle antiche miniere della sala minatori, antichi telai nella sala tessitori, fino alla ricostruzione di un'antica costruzione della fine '800. Il museo è aperto al pubblico ogni sabato, domenica e festivi negli orari dalle 16 alle 18.

### Tradizioni e folclore

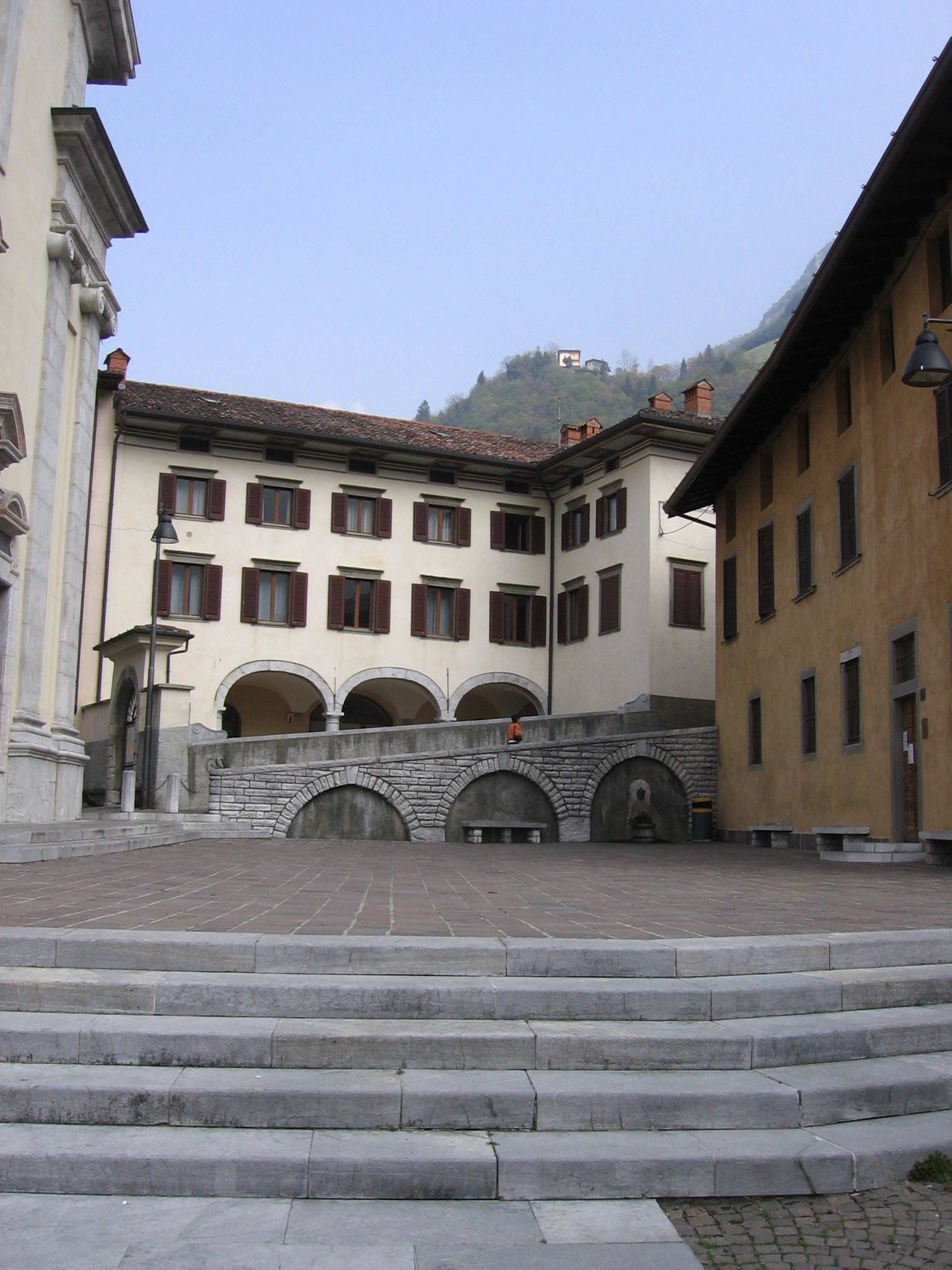
Sagrato del santuario della Madonna delle Grazie

## Società

### Evoluzione demografica
Abitanti censiti

### Apparizione della Vergine Maria
La festa patronale di San Giorgio si tiene il 23 aprile, mentre la commemorazione della Apparizione della Vergine Maria nel 1607 nel Santuario della Beata Vergine Maria è il 23 giugno.

### Scassada del zenerù
L'appuntamento che si svolge nei cosiddetti "giorni della merla", al termine del mese di gennaio, è il 31 gennaio sera, che intende chiudere il periodo invernale.
Denominato La scassada del zenerù (in italiano la cacciata del freddo gennaio), si svolge con un corteo per le vie del paese, nel quale i partecipanti provocano grandi rumori con campanacci, pentole e quant'altro, dando la caccia a un fantoccio che impersonifica il freddo gennaio. Una volta trovato, il fantoccio viene portato in piazza per essere bruciato in un gran rogo, per lasciarsi alle spalle il freddo dei mesi invernali.

### Notte delle croci
Durante la notte di metà Quaresima, le strade vengono imbrattate da croci bianche. Sulla soglia di ogni casa dove abita una ragazza da marito ma ancora putaegia (zittella) viene dipinta una croce bianca, di dimensioni maggiori a seconda dell'età della fanciulla, non sempre più tale.

### Fiera delle capre
La fiera delle capre e degli asinelli, che trae spunto dall'appellativo dato agli abitanti del paese ("i cavre de Ardes") è nata con l'obbiettivo di premiare l'animale più bello giudicato da una giuria e da veterinari. Numerose sono le bancarelle che espongono prodotti alimentari di produzione del territorio.

## Geografia antropica

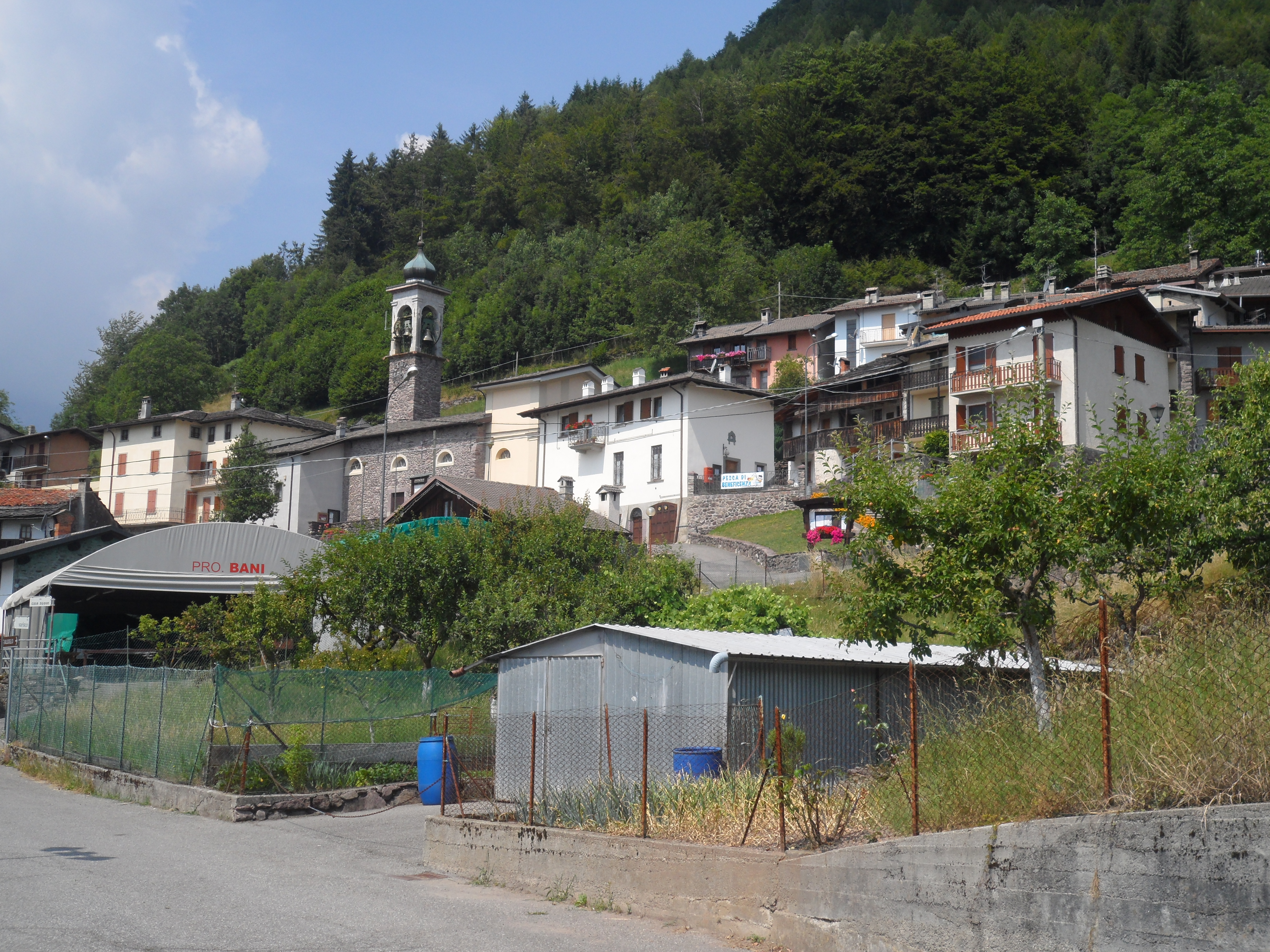
La frazione di Bani

### Frazioni
Bani, Valcanale.

### Contrade
Valzella, Ludrigno, Cerete, Cacciamali, Marinoni, Albereti, Rizzoli, Zanetti, Piazzolo, Ave.

#### Valcanale
È sicuramente la frazione più importante del paese sia per numero abitanti sia per estensione del territorio. Collocata a 987 m s.l.m., un tempo fu sede di un'importante stazione sciistica. Sul suo territorio, a quota 1410 metri, si trova il rifugio Alpe Corte, da cui prende il via Sentiero delle Orobie orientali. La locale chiesa di Santa Maria Assunta ufficialmente consacrata nel 1604, anche se è descritta nella visita pastorale di San Carlo Borromeo già il 10 settembre 1575. La ristrutturazione incominciata nel 1732 e terminata nel 1738, ha dato all'edificio nelle nuove forme.

#### Bani
Situata nella val Canale, a una quota di 1.025 m s.l.m. sulle pendici del monte omonimo, all'interno del parco delle Orobie. 
Resa famosa nella prima metà del XX secolo dal parroco Francesco Giuseppe Brignoli, che si diceva facesse miracoli, chiamato "ol pret di Bà".

#### Cacciamali
Situata a 1100 m s.l.m. la contrada è disabitata, ma anticamente vi abitò la nobile famiglia Cacciamali (Cacciamalus de Cacciamalis), che possedeva le antiche miniere d'argento e di ferro. La località, grazie a recenti ristrutturazioni, mantiene l'antico aspetto rurale. Vi è una piccola chiesa del XVI secolo dedicata a Maria bambina con affreschi risalenti allo stesso periodo.

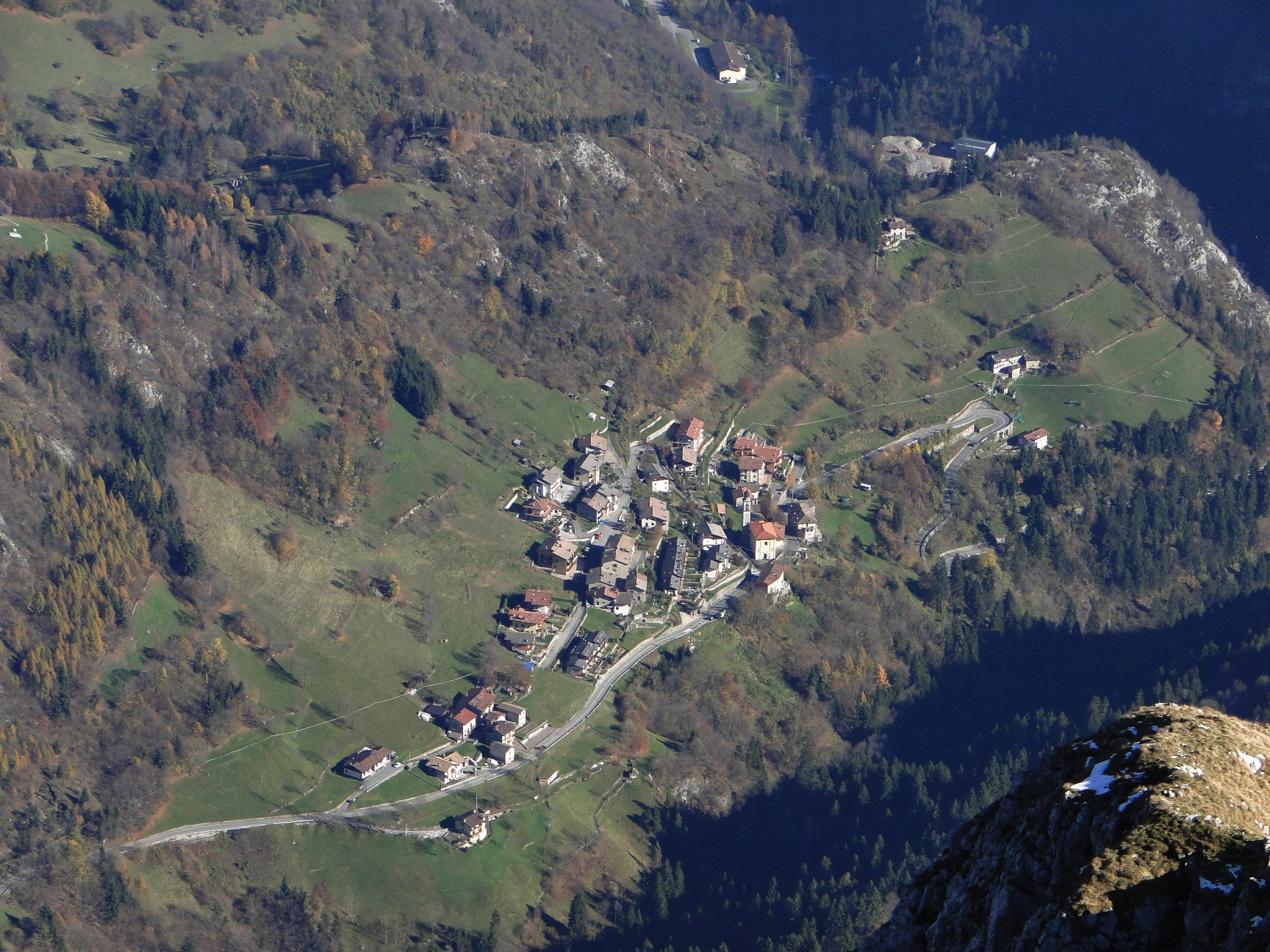
Ardesio contrada Marinoni

#### Ave
Piccola contrada posta sulle pendici del monte Redondo, mantiene le sue abitazioni di montagna in una ricca e verde abetaia, nonostante il crollo dell'economia agro-silvo-pastorale l'abbia portata a uno stato di semi abbandono.

## Ex impianti di risalita a Valcanale di Ardesio

Biglietto giornaliero degli impianti

Nella frazione Valcanale erano presenti piste da sci servite da quattro skilift chiamati Piazza Alta, Piazza Bassa, Piani di Cavradacc e Baby e una seggiovia monoposto chiamata Valcanale-Piazza. Gli impianti partivano in località Pià Spis con la seggiovia ed erano raggiungibili percorrendo via Alpe Piazza, strada mai collaudata e chiusa al traffico veicolare da una sbarra causa vari cedimenti strutturali. Il primo impianto, costruito nel 1972, fu la seggiovia e l'anno successivo gli skilift Piazza Alta e Bassa.
Gli impianti, di proprietà della società "Valcanale Srl" (in liquidazione), vennero ufficialmente inaugurati nel 1973. Seguì la costruzione dello skilift Piani di Cavradacc nel 1992 e della manovia Baby. Le piste avevano una lunghezza di circa 11 km. Nel 1997 gli impianti vennero chiusi. L'ex albergo SempreNeve è in stato di abbandono, mentre gli impianti sono stati smantellati dalla società proprietaria dell'area. Per quanto riguarda le piste, esse sono soggette a un processo di rinaturalizzazione spontanea.
I tracciati delle ex piste di discesa d'inverno sono meta di appassionati di sci d'alpinismo.

## Amministrazione
| Periodo        | Periodo        | Primo cittadino | Partito                        | Carica  | Note |
| -------------- | -------------- | --------------- | ------------------------------ | ------- | ---- |
| 23 aprile 1995 | 12 giugno 1999 | Yvan Caccia     | Lega Nord                      | Sindaco |      |
| 13 giugno 1999 | 12 giugno 2004 | Yvan Caccia     | Lega Nord                      | Sindaco |      |
| 13 giugno 2004 | 7 giugno 2009  | Antonio Delbono | Lega Nord                      | Sindaco |      |
| 8 giugno 2009  | 15 maggio 2011 | Giorgio Fornoni | lista civica                   | Sindaco |      |
| 16 maggio 2011 | 5 giugno 2016  | Alberto Bigoni  | lista civica                   | Sindaco |      |
| 5 giugno 2016  | 4 ottobre 2021 | Yvan Caccia     | Lega Nord                      | Sindaco |      |
| 4 ottobre 2021 | in carica      | Yvan Caccia     | Lista civica Ardesio per Tutti | Sindaco |      |

## Curiosità
Il paese è noto anche per un eremita, di nome Flaminio Beretta, divenuto famoso grazie a internet.